# Grand Prix de Plumelec-Morbihan 2013
La 37e édition du Grand Prix de Plumelec-Morbihan a eu lieu le 25 mai 2013. La course fait partie du calendrier UCI Europe Tour 2013 en catégorie 1.1. Elle est la neuvième épreuve de la Coupe de France 2013.

## Classement final
|    | Coureur            | Équipe                       |    | Temps          |
| -- | ------------------ | ---------------------------- | -- | -------------- |
| 1  | Samuel Dumoulin    | AG2R La Mondiale             | en | 4 h 30 min 8 s |
| 2  | Anthony Geslin     | FDJ.fr                       |    | m.t.           |
| 3  | Julien Simon       | Sojasun                      |    | m.t.           |
| 4  | Arthur Vichot      | FDJ.fr                       |    | m.t.           |
| 5  | Yannick Martinez   | VC La Pomme Marseille        |    | m.t.           |
| 6  | Matthieu Ladagnous | FDJ.fr                       |    | m.t.           |
| 7  | Rémi Cusin         | IAM                          |    | m.t.           |
| 8  | Armindo Fonseca    | Bretagne-Séché Environnement |    | m.t.           |
| 9  | Cyrille Patoux     | Roubaix Lille Métropole      |    | m.t.           |
| 10 | Omar Fraile        | Caja Rural-Seguros RGA       |    | m.t.           |